# Copa México 1951/52
Die Copa México 1951/52 war die zehnte Austragung des Fußball-Pokalwettbewerbs seit Einführung des Profifußballs in Mexiko. Teilnahmeberechtigt waren die zwölf Mannschaften, die in der Punktspielrunde der Saison 1951/52 in der höchsten Spielklasse vertreten waren. Weil der Meister León FC aber viele Spieler für die Nationalmannschaft abstellen musste, verzichtete der Verein auf eine Teilnahme und wurde durch den Zweitligameister und Erstligaaufsteiger CF La Piedad ersetzt. Der Vorjahressieger CF Atlante konnte seinen Titel erfolgreich verteidigen, gewann den Pokal danach aber nie wieder. 

## Modus
Das Turnier wurde in der Vorrunde mit drei Gruppen ausgetragen, die nach regionalen Gesichtspunkten eingeteilt waren und aus jeweils vier Mannschaften bestanden. Die jeweiligen Gruppensieger qualifizierten sich für die Endrundengruppe, in denen jede Mannschaft einmal gegeneinander antrat. Spielort aller drei Begegnungen in der Finalgruppe war das Estadio Olímpico Ciudad de los Deportes von Mexiko-Stadt. 

## Vorrunde
Die Begegnungen der Vorrunde wurden zwischen dem 17. Februar und 27. März 1952 ausgetragen.

### Gruppe West

#### Kreuztabelle
| Gruppe West | GDL | ATS | ORO | LaP |
| ----------- | --- | --- | --- | --- |
| Guadalajara |     | 1:1 | 3:1 | 2:1 |
| Atlas       | 2:2 |     | 1:0 | 6:2 |
| Oro         | 4:4 | 3:0 |     | 2:1 |
| La Piedad   | 0:3 | 0:1 | 1:0 |     |

#### Tabelle
| Pl. | Verein         | Sp. | S | U | N | Tore    | Diff. | Punkte |
| --- | -------------- | --- | - | - | - | ------- | ----- | ------ |
| 1.  | CD Guadalajara | 6   | 3 | 3 | 0 | 015:900 | +6    | 09:30  |
| 2.  | CF Atlas       | 6   | 3 | 2 | 1 | 011:800 | +3    | 08:40  |
| 3.  | CD Oro         | 6   | 2 | 1 | 3 | 010:100 | ±0    | 05:70  |
| 4.  | CF La Piedad   | 6   | 1 | 0 | 5 | 014:110 | +3    | 02:10  |

### Gruppe Zentrum

#### Kreuztabelle
| Gruppe Zentrum | ATE | AME | MAR | NEC |
| -------------- | --- | --- | --- | --- |
| Atlante        |     | 0:1 | 3:2 | 2:1 |
| América        | 2:2 |     | 1:2 | 2:0 |
| Marte          | 0:1 | 2:2 |     | 1:0 |
| Necaxa         | 0:1 | 5:2 | 3:2 |     |

#### Tabelle
| Pl. | Verein       | Sp. | S | U | N | Tore    | Diff. | Punkte |
| --- | ------------ | --- | - | - | - | ------- | ----- | ------ |
| 1.  | CF Atlante   | 6   | 4 | 1 | 1 | 009:600 | +3    | 09:30  |
| 2.  | Club América | 6   | 2 | 2 | 2 | 010:110 | −1    | 06:60  |
| 3.  | CD Marte     | 6   | 2 | 1 | 3 | 009:100 | −1    | 05:70  |
| 4.  | Club Necaxa  | 6   | 2 | 0 | 4 | 009:100 | −1    | 04:80  |

### Gruppe Ost

#### Kreuztabelle
| Gruppe Ost   | PUE | ZAC | TAM | VER |
| ------------ | --- | --- | --- | --- |
| Puebla FC    |     | 2:1 | 1:1 | 3:1 |
| CD Zacatepec | 1:2 |     | 3:2 | 5:1 |
| CD Tampico   | 2:3 | 3:1 |     | 2:1 |
| CD Veracruz  | 2:2 | 0:1 | 4:3 |     |

#### Tabelle
| Pl. | Verein       | Sp. | S | U | N | Tore    | Diff. | Punkte |
| --- | ------------ | --- | - | - | - | ------- | ----- | ------ |
| 1.  | Puebla FC    | 6   | 4 | 2 | 0 | 013:800 | +5    | 10:20  |
| 2.  | CD Zacatepec | 6   | 3 | 0 | 3 | 012:100 | +2    | 06:60  |
| 3.  | CD Tampico   | 6   | 2 | 1 | 3 | 013:130 | ±0    | 05:70  |
| 4.  | CD Veracruz  | 6   | 1 | 1 | 4 | 009:160 | −7    | 03:90  |

## Endrundengruppe

### Tabelle
| Pl. | Verein         | Sp. | S | U | N | Tore    | Diff. | Punkte |
| --- | -------------- | --- | - | - | - | ------- | ----- | ------ |
| 1.  | CF Atlante     | 2   | 2 | 0 | 0 | 005:000 | +5    | 04:0   |
| 2.  | CD Guadalajara | 2   | 1 | 0 | 1 | 003:300 | ±0    | 02:20  |
| 3.  | Puebla FC      | 2   | 0 | 0 | 2 | 000:500 | −5    | 0:40   |

### Spiele
| 30. März 1952  |     |                |
| Atlante        | 3:0 | CD Guadalajara |
| 3. April 1952  |     |                |
| CD Guadalajara | 3:0 | Puebla FC      |
| 6. April 1952  |     |                |
| Atlante        | 2:0 | Puebla FC      |

Mit der folgenden Mannschaft gewann der CF Atlante sein letztes und entscheidendes Spiel gegen den Puebla FC und somit den Pokalwettbewerb der Saison 1951/52: 
José „Chato“ Sierra – José „Chepina“ Rivera, Renato Ruffo, José Antonio Rodríguez – Telmo García, Rafael „Chicho“ Ávalos – Raúl de Alba, Norberto Rosas, Ricardo Escandón, Luis Fernández, Lucio Gómez; Trainer: Gregorio Blasco.
Neun von diesen Spielern hatten bereits das Vorjahresfinale erfolgreich für Atlante bestritten. Neu dabei waren lediglich der ansonsten „ewige Ersatztorhüter“ José „Chato“ Sierra sowie auf der Position des Linksaußen der vor der Saison neu verpflichtete Lucio Gómez, dem in diesem Spiel auch ein Tor gelang. Auch auf dem Trainerposten hatte es eine Veränderung gegeben. Während der Vorjahrestitel unter dem mexikanischen Trainer Octavio Vial erzielt wurde, führte diesmal der Spanier Gregorio Blasco die Mannschaft zum Erfolg.